# Gering (Nebraska)
Pour les articles homonymes, voir Gering.
La ville de Gering est le siège du comté de Scotts Bluff, dans l’État de Nebraska, aux États-Unis. Elle comptait 8 500 habitants lors du recensement de 2010.

## Jumelage
Bâmiyân (Afghanistan)